# East of Eden (Band)
East of Eden war eine Rockband, die 1967 in Bristol (England) gegründet wurde.

## Geschichte
Gründer der Band waren Dave Arbus (Violine, Saxofon, Querflöte, Trompete, Gesang) und Ron Caines (Saxofon, Piano). Weitere Mitglieder der ersten Besetzung waren Geoff Nicholson (Gitarre, Gesang) und Geoff Britton (Schlagzeug), der später bei Paul McCartneys Wings spielte. East of Eden war eine der ersten Bands, die die Geige in der Rockmusik als tragendes Instrument einsetzten.
1971 gelangte das Lied Jig-A-Jig, das sie bereits zwei Jahre zuvor aufgenommen hatten, unerwartet bis auf den siebten Platz der britischen Hitparade. Im selben Jahr war der Violinist Dave Arbus auf dem Lied Baba O’Riley von The Who zu hören.
Nach vielen Umbesetzungen löste sich die Band 1978 auf. Zu einer Wiedervereinigung der Gründungsmitglieder kam es 1997.

## Diskografie
Alben
- 1968: Mercator Projected
- 1969: SNAFU
- 1971: The World of East of Eden (Kompilation)
- 1971: East of Eden
- 1972: New Leaf
- 1975: Another Eden
- 1976: Here We Go Again
- 1978: Silver Park
- 1978: It’s the Climate
- 1997: Kalipse
- 2001: Armadillo
- 2004: Graffito
- 2012: Essen 1970 (Live)

Singles
- 1968: King of Siam
- 1969: Northern Hemisphere
- 1970: Jig-a-Jig
- 1970: Ramadhan / Northern Hemisphere
- 1971: Ramadhan
- 1972: Boogie Woogie Flu
- 1972: Song for No One / Don’t Be Afraid
- 1973: Sin City Girls